# Parastratiosphecomyia stratiosphecomyioides
Parastratiosphecomyia stratiosphecomyoides Brunetti, 1923 è una mosca nota con il nome comune di mosca soldato, appartenente alla famiglia Stratiomyidae, diffusa nel sudest asiatico.

## Etimologia
Il nome del genere (Parastratiosphecomyia), significa letteralmente "simile a una Stratiosphecomyia (para, dal greco, vuol dire "simile"), mentre il nome della specie (stratiosphecomyioides) si può tradurre in "dalla forma di una Stratiosphecomyia". Dunque, interamente, il nome significa: "simile a una Stratiosphecomyia dalla forma di una Stratiosphecomyia".
Parastratiosphecomyia stratiosphecomyioides, con le sue 42 lettere, è nota come l'animale dal nome più lungo. Probabilmente è superata solo dall'anfipode Gammaracanthuskytodermogammarus loricatobaicalensis, di 52 lettere. Il nome, tuttavia, è stato invalidato dall'ICZN; quindi Parastratiosphecomyia stratiosphecomyioides resta l'animale col nome più lungo.

## Descrizione
Di dimensioni non molto grandi, P. stratiosphecomyioides, presenta come molti altri ditteri occhi molto grandi che, soprattutto nei maschi, coprono gran parte della testa. Le antenne sono piuttosto corte e l'addome è invece sottile.

## Distribuzione e habitat
La specie è presente nella penisola malese e in Thailandia.